# Brahma
Brahma (sanskrt, m., ब्रह्मा) je ime jednog od glavnih bogova hinduizma. Daljnji glavni bogovi su Višnu (ujedinjenje) i Šiva (uništenje). Svi troje zajedno stvaraju Trimurti. 
U tome trojstvu Brahma predstavlja princip stvaranja. Brahma je često prikazan s 4 lica i 4 ruke. Njegov simbol kao i prateća životinja je mistična guska s kojom može odletjeti na bilo koje mjesto u univerzumu.